# Sack (Heraldik)
Der Sack ist in der Heraldik eine sehr selten verwendete Wappenfigur.
Dargestellt im Wappenschild wird ein beutelförmiges Behältnis mit der Öffnung zum Schildhaupt. Bei mehreren Säcken zeigen diese mit den Öffnungen nach innen zur Schildmitte. Alle heraldische Farben sind möglich. Bekannt ist die Wappenfigur aus den adligen Familien Sack, die mit dieser Figur ihre redenden Wappen schufen.
Die schlesische Adelsfamilie hatte im roten Schild vier silberne Säcke in Schragenstellung.
Das markbrandenburgische Adelsgeschlecht hatte eine gekrönte Jungfrau, die aus einem Sack hervorkam im Wappen.

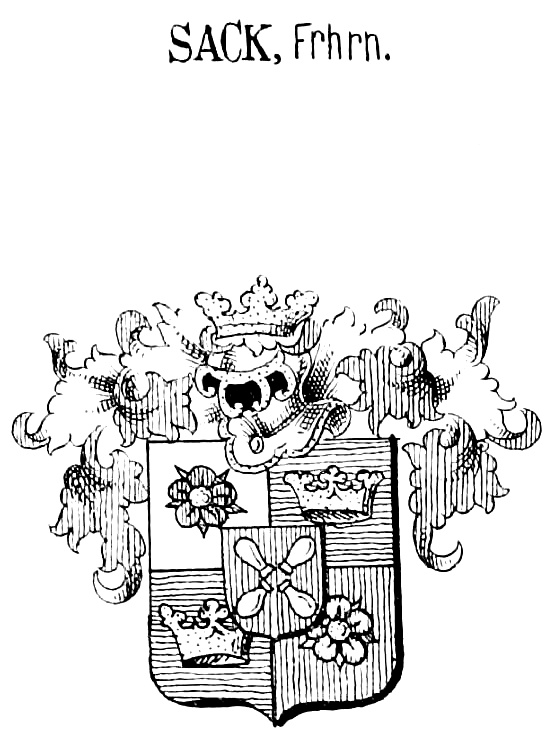
Neuer Siebmacher Bd. 6 Abt. 8 Taf. 61
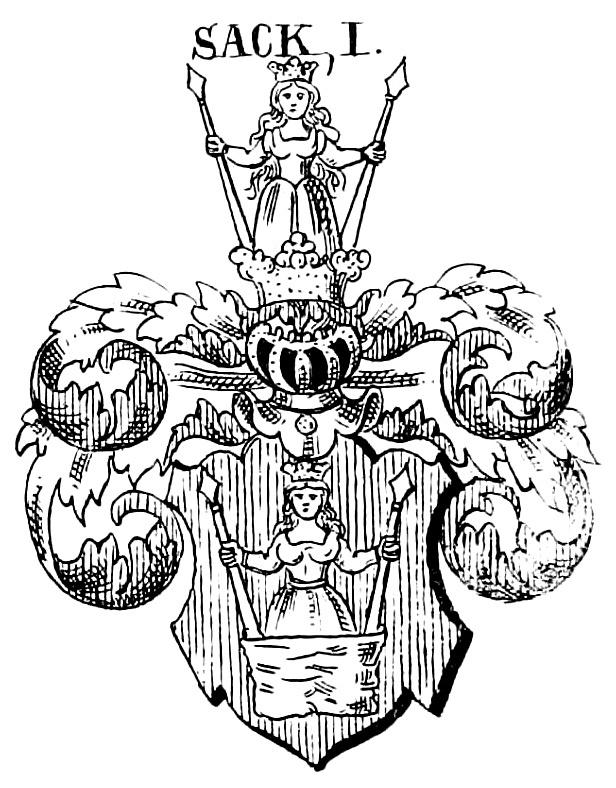
Neuer Siebmacher Bd. 6 Abt. 5 Taf. 46
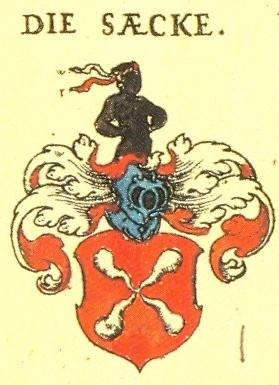
Wappen der Freiherrn von Sack (sächsischen Zweig) nach Siebmacher
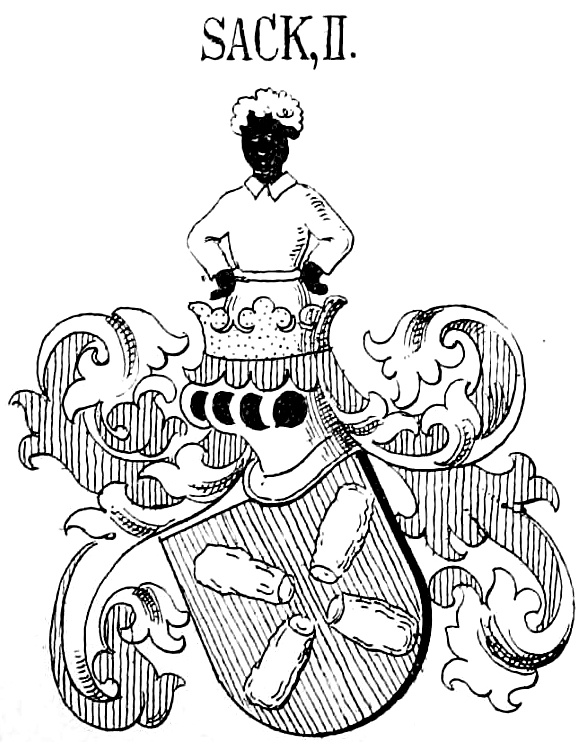
Neuer Siebmacher Bd. 6 Abt. 8 Taf. 66 Abgestorbener Preußischer Adel – Provinz Schlesien

Auch in den Kommunalwappen, wie zum Beispiel von Alt-Mölln, Pieniężno, und Großjedlersdorf ist die Wappenfigur vertreten. Im Wappen von Maulbronn trägt der Esel den goldenen Sack. Im redenden Wappen von Bad Säckingen handelt es sich um einen Säckel (Geldbeutel).